# Bracon nigripilosus
Bracon nigripilosus är en stekelart som beskrevs av Vladimir Ivanovich Tobias 1957. Bracon nigripilosus ingår i släktet Bracon och familjen bracksteklar. Inga underarter finns listade.